# 安赫拉鎮

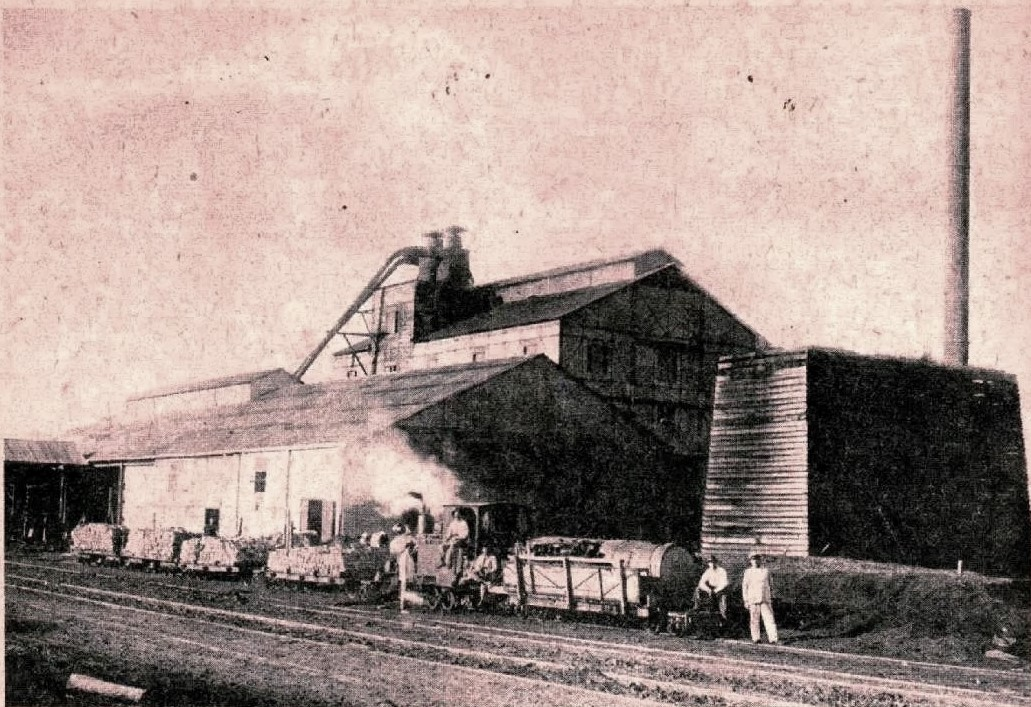
位於安吉拉鎮的工廠

安赫拉鎮是阿根廷的城鎮，位於該國東北部，由查科省負責管轄，距離首府雷西斯滕西亞186公里，始建於1910年，海拔高度70米，2012年人口42,584。